# Proprio come lei
Proprio come lei è un singolo del rapper italiano Jake La Furia, pubblicato il 13 dicembre 2013 come terzo estratto dal primo album in studio Musica commerciale.

## Descrizione
Terza traccia di Musica commerciale, Proprio come lei ha visto la partecipazione vocale del rapper italiano J-Ax ed è caratterizzato da un campionamento del brano La mia moto di Jovanotti, presente nell'album omonimo del 1989.

## Video musicale
Il videoclip, diretto da Fabio Berton, è stato pubblicato il 13 dicembre 2013 sul canale YouTube di Jake La Furia.